# Димапур (округ)
Димапур (хинди दीमापुर ज़िला; англ. Dimapur) — округ в индийском штате Нагаленд. Образован в 1998 году из части территории округа Кохима. Административный центр — город Чумукедима. Площадь округа — 927 км². По данным всеиндийской переписи 2001 года население округа составляло 309 024 человека. Уровень грамотности взрослого населения составлял 76,8 %, что значительно выше среднеиндийского уровня (59,5 %). Доля городского населения составляла 37,1 %.